# 愛殺
《愛殺》（英語：Love Massacre）是1981年上映的一部香港驚慄電影，由譚家明執導，林青霞、張國柱及秦祥林主演，改編自美國一宗「一刀六命」的謀殺案。本片榮獲第18屆金馬獎最佳錄音。

## 劇情
在美國三藩市，華裔女學生Joy（劉天蘭 飾）因與男友Louie（秦祥林 飾）不和而在宿舍鬧自殺，同學Ivy（林青霞 飾）連忙通知Joy的哥哥傅柱中（張國柱 飾）從香港趕來。已有家室的傅柱中到埗後瘋狂愛上了Ivy，二人發生了關係。而與Joy愈走愈近的Louie告知Lvy，Joy患有遺傳性精神病，但Ivy並沒放在心上。
Joy駕車自殺身亡，其兄回港。Ivy在整理Joy的遺物時，才驚覺柱中早已结婚；而且更和Joy一樣患有精神病。Ivy在報導中看到柱中回港後竟殺死了自己的妻子（葉德嫻 飾），大感困惑；此時，柱中突然出現在她面前......

## 角色
| 演員   | 角色   | 備註           |
| 林青霞 | Ivy    | 華裔美國留學生 |
| 張國柱 | 傅柱中 | Joy的哥哥      |
| 秦祥林 | Louie  | Joy的男友      |
| 劉天蘭 | Joy    | 華裔美國留學生 |
| 龍剛   |        |                |
| 葉德嫻 | 傅妻   |                |
| 張小玉 |        |                |
| 游錦玉 |        |                |
| 張元元 |        |                |
| 龐元元 |        |                |
| 張靄琪 |        |                |
| 張約書 |        |                |
| 趙美賢 |        |                |
| 王世英 |        |                |
| 許鞍華 |        | (客串)         |

## 幕後花絮
- 拍攝期間，女主角林青霞與劇中飾演Louie的秦祥林訂婚，使《愛殺》於當時的新聞性十足。

- 本劇為林青霞首次不穿胸罩入鏡的作品。當時，負責林青霞服飾造型的張叔平找來了一件絲質洋裝，林青霞試穿後，張認為該洋裝的設計若裡面有穿胸罩會破壞線條，遂極力說服林，起初林青霞拒絕，但在看到畫面中的對比後，便同意外衣內不穿胸罩拍攝。[1]

## 獎項
| 年份 | 頒獎典禮     | 獎項     | 名字   | 結果 |
| ---- | ------------ | -------- | ------ | ---- |
| 1981 | 第18届金馬獎 | 最佳導演 | 譚家明 | 提名 |
| 1981 | 第18届金馬獎 | 最佳攝影 | 黎崒明 | 提名 |
| 1981 | 第18届金馬獎 | 最佳錄音 | 鄺護   | 獲獎 |

## 外部連結
- 香港影庫上《愛殺》的資料（繁體中文）
- 时光网上《愛殺》的資料（简体中文）
- 豆瓣电影上《愛殺》的資料 （简体中文）
- 互联网电影数据库（IMDb）上《愛殺》的资料（英文）
- AllMovie上《愛殺》的资料（英文）